# Paraformaldehído
El Paraformaldehído (PFA) es el más pequeño polioximetileno, producto de la polimerización del formaldehído, con un grado típico de polimerización de 8-100 unidades. El paraformaldehído suele tener un ligero olor a formaldehído debido a su descomposición. El paraformaldehído es un poli-acetal.

## Síntesis
El paraformaldehído se forma lentamente en soluciones acuosas de formaldehído como un precipitado blanco, especialmente si se almacena en el frío. El Formaldehído en realidad contiene muy poco formaldehído monomérico; la mayor parte de él forma cadenas cortas de poliformaldehído. Una pequeña cantidad de metanol se agrega a menudo como un estabilizador para limitar la extensión de polimerización.

## Reacciones
El paraformaldehído puede ser despolimerización a gas formaldehído por calentamiento en seco y a la solución de formaldehído por agua en presencia de una base o calor. Las soluciones de formaldehído muy puras obtenidas de esta manera se utilizan como fijación para microscopía e histología.
El gas formaldehído resultante del paraformaldehído de calentamiento en seco es inflamable.

## Usos
Una vez que el paraformaldehído es despolimerizado, el formaldehído resultante puede ser utilizado como plaguicida, desinfectante, fungicida, y fijativo. Los polioximetilenos de mayor longitud de cadena (alto peso molecular) se utilizan como un termoplástico y se conocen como polioximetileno plástico (POM, Delrin). Se usó en el pasado en el desacreditado método Sargenti de Endodoncia.
El paraformaldehído no es un fijador; debe ser despolimerizado a formaldehído en solución. En el cultivo celular, un procedimiento típico de fijación de formaldehído implicaría el uso de una solución de formaldehído al 4% en tampón fosfato salino. (PBS) en hielo durante 10 minutos.
El paraformaldehído también se utiliza para entrecruzar las proteínas con el ADN, como se utiliza en el ChIP (inmunoprecipitación de cromatina), que es una técnica para determinar a qué parte del ADN se unen ciertas proteínas.
El paraformaldehído puede utilizarse como sustituto del formaldehído acuoso para producir el material aglutinante resinoso, que se utiliza comúnmente junto con melamina, fenol u otros agentes reactivos en la fabricación de madera, tableros de densidad media tableros de fibra y contrachapado.

## Toxicidad
Como agente liberador de formaldehído, el paraformaldehído es un potencial carcinógeno. Su aguda oral dosis letal media en ratas es de 592 mg/kg.